# Gonocarpus salsoloides
Gonocarpus salsoloides är en slingeväxtart som beskrevs av Reichb. och George Bentham. Gonocarpus salsoloides ingår i släktet Gonocarpus och familjen slingeväxter. Inga underarter finns listade i Catalogue of Life.